# Hase (maskotka)
Hase – gigantyczna maskotka, spoczywająca na stoku góry Coletto Fava (1500 m n.p.m.) w północnym Piemoncie we Włoszech.
Ogromny królik ma ponad 60 metrów długości i 6 metrów wysokości. Autorem i wykonawcą instalacji jest grupa artystyczna Gelitin. Artyści zepewnili dostęp zwiedzającm do królika i wręcz zachęcają, aby próbować się na niego wspinać, czy też wypoczywać na jego brzuchu. 
Uroczyste odsłonięcie tego dzieła miało miejsce 18 września 2005. Hase ma znajdować się tam co najmniej przez 20 lat.